# Wladimir Michailowitsch Deschewow
Wladimir Michailowitsch Deschewow; russisch Владимир Михайлович Дешевов (* 11. Februar 1889 in Sankt Petersburg; † 1955 in Leningrad) war ein russischer Komponist.

## Leben
Wladimir Deschewow war Schüler von Anatoli Ljadow und Maximilian Steinberg. Er war von 1920 bis 1923 Lehrer in Sewastopol. Danach wirkte er als Lehrer an verschiedenen Musikschulen und Musikdirektor an mehreren Theatern von Leningrad. Er schrieb Ballette, Schauspiel- und Filmmusiken. Seine einzige Oper Eis und Stahl von 1929 über die frühen Jahre der Sowjetunion und den Kronstädter Matrosenaufstand wurde 2007 nach langer Spielpause in Saarbrücken aufgeführt.